# 完全扭稜二十面體
完全扭稜二十面體（holosnub icosahedron）又稱小扭稜二十面二十面十二面體（small snub icosicosidodecahedron），其索引為U32，是正二十面體的完全扭稜（holosnub）立體，在施萊夫利符號中可以用ß{3,5}來表示，由100個正三角形和12個五邊形組成，其星狀核為截角五角化十二面體，對偶多面體為小六角六十面体。
完全扭稜二十面體共有20對共面的正三角形，每對外觀呈非正的星形六邊形，這個外觀類似星形六邊形的面共有20個，對應到正二十面體的20個面，而使整個立體看起來由正三角形、六角星和五角星組成。:172
40個非扭稜三角形面是來自於20組的共面三角形，每組三角形所形成的六角星皆非正六角星:172，剩餘的60個三角形來自於扭稜變換。特別地，這個扭稜多面體與其他扭稜多面體不同，其具有鏡像對稱性。

## 性質
完全扭稜二十面體共由112個面、180條邊和60個頂點組成。在其112個面中，有100個正三角形面和12個正五邊形面，其中40個正三角形面倆倆一組互相共面形成星形六邊形，所形成的星形六邊形面凸包和五角星面凸包呈現於其整體凸包上，其中星形六邊形面凸包所對應的六邊形是等角六邊形，若完全扭稜二十面體的邊長為單位長，則星形六邊形對應凸包之等角六邊形與五角星對應凸包之五邊形相鄰邊的邊長為黃金比例的倒數，約為0.61803，星形六邊形對應凸包之等角六邊形的另一邊長則為{\displaystyle {\tfrac {1-\varphi +{\sqrt {3\varphi -2}}}{2}}}約為0.535687，其中，{\displaystyle \varphi ={\tfrac {1+{\sqrt {5}}}{2}}}為黃金比例。
其60個頂點，每個頂點都是5個三角形和1個五角星的公共頂點，在頂點圖中可以用(3.5⁄2.3.3.3.3)或[5⁄2,35]來表示。
若將完全扭稜二十面體作為一個簡單多面體，也就是將自相交的部分分離開來，則這個立體會有212個外部面。

### 表示法
完全扭稜二十面體在考克斯特—迪肯符号中可以表示為或（β3β5o）。在施萊夫利符號中可以表示為ß{3,5}。在威佐夫記號中可以表示為| 3 3 5⁄2或| 5⁄2 3 3。

### 二面角
完全扭稜二十面體有兩種二面角，分別為三角形面與三角形面的二面角以及五角星面與三角形面的二面角。
其中三角形面與三角形面的二面角約為155.668度：
{\displaystyle \arccos \left(-{\frac {\sqrt {3+2{\sqrt {5}}}}{3}}\right)\approx 2.716919863\approx 155.668041429^{\circ }}
而五角星面與三角形面的二面角約為161.02度：
{\displaystyle \arccos \left(-{\frac {\sqrt {15\left(15-2{\sqrt {5}}+2{\sqrt {5\left(6{\sqrt {5}}-13\right)}}\right)}}{15}}\right)\approx 2.810374243\approx 161.022582986^{\circ }}

### 尺寸
若完全扭稜二十面體的邊長為單位長，則其外接球半徑為：
{\displaystyle R={\frac {\sqrt {13+3{\sqrt {5}}+{\sqrt {2\left(51+23{\sqrt {5}}\right)}}}}{4}}\approx 1.4581903307387}

### 凸包
完全扭稜二十面體的凸包是一個非均勻的截角二十面體，其六邊形面由等角但不等邊的六邊形組成。
| 截角二十面體 (正多邊形面) | 凸包 (等角六邊形面) | 完全扭稜二十面體 |

### 頂點座標
完全扭稜二十面體的頂點座標為下列座標的偶置換：
{\displaystyle \left(\pm \left(1-\varphi +\alpha \right),0,\pm \left(3+\varphi \alpha \right)\right)}
{\displaystyle \left(\pm \left(\varphi -1+\alpha \right),\pm 2,\pm \left(2\varphi -1+\varphi \alpha \right)\right)}
{\displaystyle \left(\pm \left(\varphi +1+\alpha \right),\pm 2\left(\varphi -1\right),\pm \left(1+\varphi \alpha \right)\right)}
其中，{\displaystyle \varphi ={\tfrac {1+{\sqrt {5}}}{2}}}為黃金比例，而{\displaystyle \alpha ={\sqrt {3\varphi -2}}}。

## 相關多面體
| 原像     | 正四面體              | 立方體                | 正八面體              | 正十二面體              | 正二十面體              |
| 完全扭稜 | 完全扭稜四面體 β{3,3} | 完全扭稜立方體 β{4,3} | 二複合二十面體 β{3,4} | 完全扭稜十二面體 β{5,3} | 完全扭稜二十面體 β{3,5} |